# Каркач Павло Михайлович
Павло Михайлович Каркач (24 лютого 1937, село Таранівка, Зміївський район, Харківська область, Українська РСР, СРСР — 26 липня 2022) — радянський та український вчений-правознавець, спеціаліст у галузі кримінального процесу і працівник органів прокуратури. Прокурор Харківської області з 1996 по 1997 рік, а потім ректор Інституту підвищення кваліфікації Генеральної прокуратури України і професор кафедри кримінального процесу Національної юридичної академії України імені Ярослава Мудрого. Кандидат юридичних наук (1989), професор (1997). Заслужений юрист України (2004) і почесний громадянин Харкова (2012).

## Життєпис
Павло Каркач народився 24 лютого 1937 року в селі Таранівка Зміївського району Харківської області. У деяких джерелах вказується, що його предком був Іван Каркач — легендарний осадчий Харкова. Під час Великої Вітчизняної війни загинув батько Павла. Починаючи з 12 років він почав підробляти, а з 14 вже повноцінно працював. Закінчивши школу вступив до Харківського будівельного технікуму, після закінчення якого був направлений працювати за розподілом майстром в один з будівельних трестів, який знаходився в Тульської області. Потім проходив строкову службу в Збройних силах СРСР в Дербенты Дагестанської АРСР.
Після демобілізації вступив на денне відділення Харківського юридичного інституту, але через важке матеріальне становище перевівся на заочне відділення і почав працювати в будівельному цеху заводу «Серп і Молот». У 1965 році він закінчив Харківський юридичний інститут і з наступного року почав працювати в органах прокуратури Української РСР, спочатку був помічником прокурора Первомайського району Харківської області, але через дев'ять місяців був призначений на посаду прокурора Зачепилівського району. Потім, продовжуючи працювати в органах прокуратури послідовно обіймав посади прокурора Валківського району Харківської області, начальника відділу з нагляду за розглядом у судах кримінальних справ прокуратури Харківської області, начальника слідчого управління Харківської міської прокуратури, а потім протягом восьми років очолював Харківську міську прокуратуру.
У 1987 році Кракач почав поєднувати роботу в прокуратурі з викладацькою діяльністю в Харківському юридичному інституті, де спочатку обійняв посаду старшого викладача, а пізніше і доцента. У 1989 році Каркач в Харківському юридичному інституті під науковим керівництвом професора Ю. М. Грошевого і з офіційними опонентами професором О. Д. Берензоном і доцентом В. В. Долежаном успішно захистив дисертацію на здобуття наукового ступеня кандидата юридичних наук за темою «Проблеми загальнонаглядової діяльності прокуратури за виконанням законів, спрямованих на боротьбу з безгосподарністю у промисловості» (рос. Проблемы общенадзорной деятельности прокуратуры за исполнением законов, направленных на борьбу с бесхозяйственностью в промышленности), а в 1991 році йому надано вчене звання доцента. За різними даними, в лютому або восени 1996 року Павло Каркач став прокурором Харківської області. Займаючи цю посаду він став ініціатором створення музею історії прокуратури Харківської області, який був відкритий 7 травня 1997 року, і став єдиним подібним музеєм в Україні. Також він був ініціатором відкриття стели на честь працівників прокуратури Харківської області — учасників Німецько-радянської війни. Продовжував обіймати посаду обласного прокурора до липня 1997 року, а потім став ректором Інституту підвищення кваліфікації Генеральної прокуратури України. Того ж року йому надано вчене звання професора. Мав класний чин державного радника юстиції 3-го класу.
Починаючи з 2000 (за іншими даними — грудня 1999) року, він працював на посаді професора на кафедрі організації судових та правоохоронних органів Національної юридичної академії України імені Ярослава Мудрого. Займався дослідженням історії та розвитком інституту прокурорського нагляду в Україні, підготовкою вчених-правознавців — став науковим керівником для восьми (за іншими даними — шести або чотирьох) кандидатів юридичних наук, а також брав участь у роботі над проєктом Закону України «Про прокуратуру».
Станом на 2014 продовжував працювати професором на кафедрі організації судових та правоохоронних органів. Після смерті Івана Марочкіна деякий час був виконуючим обов'язки завідувача кафедри. Станом на лютий 2017 року продовжував працювати на кафедрі, займався науково-викладацькою діяльністю.
Павло Михайлович помер 26 липня 2022 року. У некролозі, опублікованому Національним юридичним університетом імені Ярослава Мудрого, говорилося, що «Він завжди був оптимістом з чудовим почуттям гумору. До самого свого останнього подиху це була справжня людина, для якої справедливість, честь, порядність – це не просто слова, а риси його характеру. Він постійно переймався долею Харкова, України, рідного університету, прокуратури. Павло Михайлович підкоряв з першого погляду своєю порядністю та правильністю.».

## Нагороди
Павло Михайлович був удостоєний низки державних, регіональних і наукових нагород і відзнак:
- Почесне звання «Заслужений юрист України» (Указ Президента України № 1456/2004 від 9 грудня 2004) — «за вагомий внесок у підготовку висококваліфікованих фахівців, багаторічну плідну наукову та педагогічну діяльність та з нагоди 200-річчя навчального закладу»[15];
- Орден «За заслуги» III ступеня (Указ Президента України № 635/97 від 11 липня 1997) — «За заслуги у зміцненні законності та правопорядку, багаторічну сумлінну працю в органах прокуратури»[16];
- Орден «Знак Пошани» (1986);
- Медаль «Ветеран праці» (1982);
- Медаль «В ознаменування 100-річчя від дня народження Володимира Ілліча Леніна»;
- Почесний громадянин Харкова (26 вересня 2012)[17];
- Нагрудний знак «Почесний працівник прокуратури» (1981);
- Нагрудний знак «Подяка за сумлінну службу в органах прокуратури» (2007);
- Нагрудний знак «Ветеран прокуратури України» (2008);
- Премія імені Ярослава Мудрого, у номінації «за підготовку та видання підручників для студентів юридичних спеціальностей вищих закладів освіти» 2009) — «за цикл підручників та навчальних посібників з організації судових та правоохоронних органів»[18];
- Державна Стипендія для видатних діячів освіти (2012).